# ロスチャイルド賞
ロスチャイルド賞（Rothschild Prize, פרס רוטשילד）は、イスラエルのロスチャイルド家が創設した慈善団体ヤド・ハナディブが主催する賞。
受賞対象は自然科学、人文科学、及びユダヤ研究で、授賞式は政府の代表者とロスチャイルド家の代表者の出席のもと、クネセト（国会）で行われる。

## 主な受賞者
- 1959年 - ドン・パティンキン
- 1960年 - エフライム・カツィール
- 1961年 - ハンス・ヤーコプ・ポロツキー
- 1961年 - ゲルショム・ショーレム
- 1962年 - アドルフ・フレンケル
- 1963年 - イガエル・ヤディン
- 1966年 - アイザック・ベレンブラム
- 1967年 - ユヴァル・ネーマン
- 1969年 - S・N・アイゼンシュタット
- 1973年 - マイケル・ラビン
- 1977年 - レオ・サックス
- 1977年 - ヒレル・ファステンバーグ
- 1981年 - サハロン・シェラハ
- 1983年 - ヤキール・アハラノフ
- 1988年 - ヤコブ・ベッケンシュタイン
- 1990年 - ダニエル・シェヒトマン
- 1994年 - アディ・シャミア
- 1998年 - エウド・フルショフスキー
- 2002年 - ジェイコブ・ジヴ
- 2006年 - アダ・ヨナス
- 2010年 - エイブラハム・レンペル
- 2010年 - ドミトリー・カジュダン
- 2010年 - アリエル・ルービンシュタイン
- 2012年 - ハワード・シダー

## 参照
- Rothschild-Preis bei Yad Hanadiv